# Mohamed Lamine Kaba
Pour les articles homonymes, voir Kaba.
Mohamed Lamine Kaba est un député et homme politique guinéen.

## Biographie

### Carrière
Mohamed Lamine Kaba est le président du parti FIDEL (Force des intègres pour la démocratie et la liberté),.
Aprs les élections législatives du 22 mars 2020, il devient député à l'Assemblée nationale pour le compte du FIDEL,,. Il est le 2ème vice président de la commission des affaires étrangères et des guinéens de l’extérieur du 22 avril 2020 jusqu'au 5 septembre 2021,, date de fin du mandat.